# Uchū de La Ta Ta
Singles de Taiyō to Ciscomoon
Gatamekira
(1999) Everyday Everywhere
(1999)
 Uchū de La Ta Ta  (宇宙でLa Ta Ta) est le 3e single du groupe Taiyō to Ciscomoon.

## Présentation
Le single, écrit et produit par Tsunku, sort le 28 juillet 1999 au Japon sous le label zetima, au format mini-CD de 8 cm, un mois seulement après le précédent single du groupe, Gatamekira. Il atteint la 9e place du classement de l'Oricon, et reste classé pendant cinq semaines, se vendant à 73 680 exemplaires durant cette période.
La chanson-titre figurera sur le premier album du groupe, Taiyo & Ciscomoon 1 qui sort trois mois plus tard, puis sur la compilation Taiyō to Ciscomoon / T&C Bomber Mega Best de fin 2008. Elle sera reprise en 2004 par Aya Matsuura, en duo avec l'une des membres, Atsuko Inaba, en "face B" de son single Kiseki no Kaori Dance.
Le single contient, en plus de la version instrumentale de la chanson-titre, deux versions remixées de celle du précédent single du groupe, Gatamekira. De la même manière, deux versions remixées de Uchū de La Ta Ta figureront sur le single suivant, Everyday Everywhere, qui sort un mois plus tard.
Le clip vidéo de la chanson-titre figurera, avec ceux des autres singles, sur la vidéo intitulée All Taiyō to Ciscomoon / T&C Bomber qui sortira fin 2000.

## Liste des titres
1. Uchū de La Ta Ta  (宇宙でLa Ta Ta?)
2. Gatamekira GTS more energy remix  (ガタメキラ...?)
3. Gatamekira digital gigolo remix  (ガタメキラ...?)
4. Uchū de La Ta Ta (instrumental)  (宇宙でLa Ta Ta...?)